# Димитър Мичков
Димитър Цанков Мичков е български футболист, който от юли 2019 г. играе за Марица (Пловдив) като защитник. Роден е на 24 октомври 1994 г. Висок e 181 см. Юноша на Ботев (Пловдив). Освен за родния Ботев, Мичков играе още за Пирин (Разлог), Несебър и Марица (Пловдив). Именно от Марица Мичков преминава в Спартак (Плевен), а по късно играе за Хебър. През зимата на 2019 играе за гръцкия Халкида, а през лятото на същата година отново се завръща в редиците на Марица.